# Championnat d'Europe des moins de 19 ans féminin de handball 1998
Navigation
Pologne 1996 France 2000
Le championnat d'Europe des moins de 19 ans féminin de handball 1998, aussi nommé championnat d'Europe junior féminin de handball, est la 2e édition du tournoi. Il se déroule en Slovaquie du 29 août au 6 septembre 1998. Seules les joueuses nées après le 1er janvier 1979 peuvent participer à la compétition.
La Roumanie remporte son premier titre dans la catégorie en battant la Lituanie en finale (33-24).

## Résultats

### Groupe A
|   | Équipe   | Pts | J | G | N | P | Bp  | Bc  | Diff |
| - | -------- | --- | - | - | - | - | --- | --- | ---- |
| 1 | Lituanie | 8   | 5 | 4 | 0 | 1 | 116 | 107 | 9    |
| 2 | Russie   | 8   | 5 | 4 | 0 | 1 | 135 | 96  | 39   |
| 3 | Espagne  | 6   | 5 | 3 | 0 | 2 | 104 | 100 | 4    |
| 4 | France   | 6   | 5 | 3 | 0 | 2 | 114 | 119 | -5   |
| 5 | Croatie  | 2   | 5 | 1 | 0 | 4 | 104 | 122 | -18  |
| 6 | Pays-Bas | 0   | 5 | 0 | 0 | 5 | 100 | 129 | -29  |

Les résultats de la France sont :
- Espagne bat France 22-16,
- France bat Lituanie 28-24,
- France bat Pays-Bas 28-24,
- Russie bat France 26-17,
- France bat Croatie 25-23.

### Groupe B
|   | Équipe       | Pts | J | G | N | P | Bp  | Bc  | Diff |
| - | ------------ | --- | - | - | - | - | --- | --- | ---- |
| 1 | Roumanie     | 10  | 5 | 5 | 0 | 0 | 147 | 124 | 23   |
| 2 | Turquie      | 6   | 5 | 3 | 0 | 2 | 143 | 150 | -7   |
| 3 | Hongrie      | 5   | 5 | 2 | 1 | 2 | 131 | 125 | 6    |
| 4 | Rép. tchèque | 4   | 5 | 2 | 0 | 3 | 127 | 131 | -4   |
| 5 | Norvège      | 3   | 5 | 1 | 1 | 3 | 121 | 130 | -9   |
| 6 | Slovaquie    | 2   | 5 | 1 | 0 | 4 | 134 | 143 | -9   |

### Phase finale
|  | Demi-finales       | Demi-finales      |                        |           | Finale             | Finale             |
|  | Demi-finales       | Demi-finales      |                        |           | Finale             | Finale             |
|  |                    |                   |                        |           |                    |                    |
|  | 5 septembre, 9h00  | 5 septembre, 9h00 |                        |           | 6 septembre, 11h45 | 6 septembre, 11h45 |
|  | 5 septembre, 9h00  | 5 septembre, 9h00 |                        |           | 6 septembre, 11h45 | 6 septembre, 11h45 |
|  | Roumanie           | 23ap (20)         |                        |           | 6 septembre, 11h45 | 6 septembre, 11h45 |
|  | Roumanie           | 23ap (20)         |                        |           | 6 septembre, 11h45 | 6 septembre, 11h45 |
|  | Russie             | 21 (20)           |                        |           | 6 septembre, 11h45 | 6 septembre, 11h45 |
|  | Russie             | 21 (20)           | Roumanie               | 33        |                    |                    |
|  | 5 septembre, 11h45 |                   | Roumanie               | 33        |                    |                    |
|  |                    | Lituanie          | 24                     |           |                    |                    |
|  | Lituanie           | Lituanie          | 24                     | 33ap (27) |                    |                    |
|  | Lituanie           |                   |                        | 33ap (27) |                    |                    |
|  | Turquie            | 32 (27)           |                        |           |                    |                    |
|  | Turquie            | 32 (27)           | Match pour la 3e place |           |                    |                    |
|  |                    |                   |                        |           |                    |                    |
|  | 6 septembre, 9h00  |                   |                        |           |                    |                    |
|  |                    |                   |                        |           |                    |                    |
|  | Russie             | 28                |                        |           |                    |                    |
|  | Russie             | 28                |                        |           |                    |                    |
|  | Turquie            | 27                |                        |           |                    |                    |
|  | Turquie            | 27                |                        |           |                    |                    |

### Matchs de classement
- Match pour la 5e place, 5 septembre, 18h45 :  Espagne bat  Hongrie 30-26 (15-13)
- Match pour la 7e place, 5 septembre, 16h00 :  Rép. tchèque bat  France 27-24[1] (16-9)
- Match pour la 9e place, 5 septembre, 18h45 :  Norvège bat  Croatie 30-17 (17-8)
- Match pour la 11e place, 5 septembre, 16h00 :  Pays-Bas bat  Slovaquie 35-29 (13-16)

## Le vainqueur
| Champion d'Europe junior 1998 Roumanie 1re victoire |

## Bilan

### Classement final
Le classement final de la compétition est :
| Rang                      | Équipe       |
| ------------------------- | ------------ |
| Médaille d'or, monde      | Roumanie     |
| Médaille d'argent, monde  | Lituanie     |
| Médaille de bronze, monde | Russie       |
| 4                         | Turquie      |
| 5                         | Espagne      |
| 6                         | Hongrie      |
| 7                         | Rép. tchèque |
| 8                         | France       |
| 9                         | Norvège      |
| 10                        | Croatie      |
| 11                        | Pays-Bas     |
| 12                        | Slovaquie    |

Les cinq premières équipes sont qualifiées pour le Championnat du monde 1999.

### Effectifs
L'effectif de la France et le nombre de buts marqués pendant la compétition était :
- Élise Voirin (GB, ES Besançon)
- Rosenn Le Ny (GB, ASUL Vaulx-en-Velin)
- Émilie Gras (GB, ASPTT Metz)
- Lucille Bruxelles (US Mios, 14 buts)
- Sabrina Legenty (SA Mérignac, 13 buts)
- Rachida Drii (AL Bouillargues, 16 buts)
- Julie Toussaint (Fleury-les-Aubrais, 3 buts)
- Stéphanie Lambert (Toulouse HBF, 5 buts)
- Noumia Zitiou (DHB Bourg-de-Péage, 5 buts)
- Raphaëlle Tervel (ES Besançon, 21 buts)
- Gaëlle Piatti (AL Bouillargues, 2 buts)
- Fanny Faust (US Mios, 11 buts)
- Seynabou Benga (ASUL Vaulx-en-Velin, 19 buts)
- Laëtitia Bui (Stade béthunois BL, 12 buts)
- Marie Vautherot (ES Besançon, 16 buts)
- Lydie Revil (La Motte-Servolex, 1 but).